# Sertularella annulata
Sertularella annulata is een hydroïdpoliep uit de familie Sertulariidae. De poliep komt uit het geslacht Sertularella. Sertularella annulata werd in 1888 voor het eerst wetenschappelijk beschreven door Allman. 